# Figojad zielonkawy
Figojad zielonkawy (Sphecotheres viridis) – gatunek średniej wielkości ptaka z rodziny wilgowatych (Oriolidae).

## Systematyka
Takson ten bywał czasami łączony w jeden gatunek z figojadem białobrzuchym (S. hypoleucus) i figojadem zielonym (S. vieilloti). Nie wyróżnia się podgatunków.

## Występowanie
Występuje endemicznie na wyspach Timor i Roti (Timor Wschodni i część Indonezji). Środowiskiem naturalnym figojada zielonkawego są lasy namorzynowe, zarośla oraz inne obszary leśne – pierwotne i dojrzałe wtórne lasy monsunowe, lasy galeriowe, obrzeża lasów, zadrzewienia i zadrzewione obszary rolnicze itp.

## Morfologia
Długość ciała 26–29,5 centymetrów. Masa ciała 75–80 g.
Upierzenie u obu płci oliwkowozielone, brzuch żółtawy, nogi czerwonoszare, brązowe oczy i ciemny dziób. Samca wyróżnia czarna głowa z czerwoną nagą skórą tworzącą obrączkę oczną oraz biały ogon z czarnymi sterówkami, samicę natomiast nieco ciemniejsze upierzenie oraz bledszy brzuch z brązowymi cętkami. Odnotowano występowanie kilku odmian barwnych.

## Pożywienie
Jego pożywienie stanowią owoce, m.in. figowców (Ficus). Żeruje pojedynczo, parami lub w małych grupach w koronach drzew lub w zaroślach; często przyłącza się do wielogatunkowych stad ptaków.

## Status
IUCN od 2000 roku uznaje figojada zielonkawego za gatunek najmniejszej troski (LC, Least Concern), wcześniej nie był klasyfikowany jako osobny gatunek. Liczebność populacji nie została oszacowana, ale ptak ten opisywany jest jako pospolity. Trend liczebności populacji uznawany jest za spadkowy ze względu na utratę siedlisk.